# Тамарак (Міннесота)
Тамарак (англ. Tamarack) — місто (англ. city) в США, в окрузі Ейткін штату Міннесота. Населення — 62 особи (2020).

## Географія
Тамарак розташований за координатами 46°39′10″ пн. ш. 93°7′31″ зх. д. / 46.65278° пн. ш. 93.12528° зх. д. (46.652846, -93.125282).  За даними Бюро перепису населення США в 2010 році місто мало площу 9,26 км², уся площа — суходіл.

## Демографія
Згідно з переписом 2010 року, у місті мешкали 94 особи в 40 домогосподарствах у складі 23 родин. Густота населення становила 10 осіб/км².  Було 49 помешкань (5/км²).
Расовий склад населення:
| - 97,9 % — білих - 1,1 % — корінних американців |

До двох чи більше рас належало 1,1 %. Частка іспаномовних становила 0,0 % від усіх жителів.
За віковим діапазоном населення розподілялося таким чином: 27,7 % — особи молодші 18 років, 56,3 % — особи у віці 18—64 років, 16,0 % — особи у віці 65 років та старші. Медіана віку мешканця становила 36,4 року. На 100 осіб жіночої статі у місті припадало 113,6 чоловіків;  на 100 жінок у віці від 18 років та старших — 119,4 чоловіків також старших 18 років.
Середній дохід на одне домашнє господарство  становив 33 880 доларів США (медіана — 29 500), а середній дохід на одну сім'ю — 31 841 долар (медіана — 30 625). За межею бідності перебувало 18,5 % осіб, у тому числі 50,0 % дітей у віці до 18 років та 8,3 % осіб у віці 65 років та старших.
Цивільне працевлаштоване населення становило 37 осіб. Основні галузі зайнятості: роздрібна торгівля — 24,3 %, мистецтво, розваги та відпочинок — 24,3 %, оптова торгівля — 10,8 %, освіта, охорона здоров'я та соціальна допомога — 10,8 %.